# Postnord Strålfors
Postnord Strålfors (egen stavning: PostNord Strålfors)  är ett svenskt företag i Postnord-sfären. Företaget arbetar inom informationslogistik och omnikanallösningar. Sedan 2006 ägs Strålfors av Postnord.
Företaget grundades 1919 i Ljungby av Thage Carlsson, sedermera med efternamnet Strålfors. År 1953 tog dennes svärson Göthe Parkander (1924-2005) över Thage Strålfors då lilla tryckeriföretag och det var därefter den stora expansionen tog fart. Han insåg snart att hålkortsproduktion var en framtidsbransch i 1950-talets Sverige. År 1957 öppnades ett försäljningskontor mitt i Stockholm och man kunde snart trycka 60.000 hålkort i timmen med en nyinköpt hålkortstryckpress. Under 1960-talet expanderade företaget snabbt och ICA-koncernen blev en av de stora kunderna. En stor produkt har också varit de skattemärken som varje registrerat fordon varje år skulle ha klistrat på sin nummerplåt, liksom man även tryckte körkort för Trafikverket, Stryktipset-talonger och SIM-kort för mobiltelefoner.
När marknaden ändrades började man trycka hålkortsbaserade pappersrullar för den nya tidens kontorskopieringsmaskiner för persondatorer. Företaget fick snabbt 60 % av den svenska marknaden. Utländska dotterbolag etablerades.
1965 köper Strålfors sin första dator. 
Och under tidigt sjuttiotal inser man att det finns en affärsmöjlighet i kunder som behöver datormaterial eftersom datorerna nu på allvar kommit in på de svenska företagen. Göthe Parkander var inte sen att inse att det fanns en marknad för kringutrustning till datorer så som olika lagrings band/skivor.  
I mitten av nittiotalet lanseras det första datapappret i världen, Miljö plus, som tillverkas av massa från helt slutna blekerier utan tillsats av optiskt vitmedel, och Strålfors börjar använda det pappret. 
1986 Strålfors börjar med EDI, elektronisk affärskommunikation.
2006 Strålfors köps av dåvarande Svenska Posten, numera Postnord.  
På grund av digitaliseringen börjar tryck och printvolymerna att falla men Strålfors har anpassat sig till teknikskiftet och tar fram lösningar för kundkommunikation via elektroniska kanaler. Internetfakturor, sms, e-mail.  
Under våren 2015 beslutade Postnord att avyttra Strålfors, men beslutet omprövades hösten samma år och verksamheten behölls. Företaget bytte 2016 namn till Postnord Strålfors  och hade då verksamhet i sju länder: Sverige, Danmark, Finland, Norge, England, Frankrike och Polen, men verksamheten i de sistnämnda länderna såldes och 2017 var Postnord Strålfors ett nordiskt företag. 
Idag säljer Postnord Strålfors omnikanallösningar – allt från printad och tryckt kundkommunikation till responsiv kundkommunikation, som anpassar sig till den elektroniska enhet kunden använder; smartphone, dator, surfplatta eller elektronisk brevlåda.